# Château de Mocques
 (septembre 2022).
Si vous disposez d'ouvrages ou d'articles de référence ou si vous connaissez des sites web de qualité traitant du thème abordé ici, merci de compléter l'article en donnant les références utiles à sa vérifiabilité et en les liant à la section « Notes et références ».
Le château de Mocques  est situé sur la commune de Saint-Martin-sur-Nohain, en France.

## Localisation
Le château de Mocques est situé sur la commune de Saint-Martin-sur-Nohain, située dans le département de la Nièvre en région Bourgogne-Franche-Comté.

## Description
Le château de Mocques est bâti à mi-pente du plateau qui domine, au nord, de la vallée du Nohain. Situé au fond d’une ancienne cour de ferme, il est construit sur un espace de plan carré de 25 m de côté. Il est clos de murs.
En 2007, le château a fait l’objet d'importants travaux de restauration. La propriété est entourée de vignes (Pouilly-fumé). Du château descendent trois terrasses vers la route. En face du château on peut voir le moulin de Mocques qui faisait partie du grand domaine appartenant à l'abbaye Saint-Laurent-lès-Cosne.

## Historique
La première mention du château date de 1294 avec la vente de la maison de Moques à Gibaut de Saint-Vérain.
Le château est une ancienne demeure seigneuriale du XVe siècle, reconstruit au XVIIe siècle, il fut au XIXe siècle la propriété de la famille Baucheron de Boissoudy.
Il est inscrit partiellement (éléments protégés : les façades et toitures du château ; colombier) au titre des monuments historiques par arrêté du 29 décembre 1987.